# Aeneolamia lepidior
Aeneolamia lepidior är en insektsart som först beskrevs av Fowler 1897.  Aeneolamia lepidior ingår i släktet Aeneolamia och familjen spottstritar. Inga underarter finns listade i Catalogue of Life.